# Здравни ефекти от тютюнопушенето
Тютюнопушенето има пряко и непряко въздействие върху здравето на пушачите и изложените на дима, дори и ако те самите не пушат (пасивно пушене). Почти всички последици от тютюнопушенето са отрицателни и причиняват различни по тежест увреждания.
Доклад на Световната здравна организация от 2002 г. изчислява, че в развитите страни 25% от смъртните случаи при мъжете и 9% от смъртните случаи сред жените може да са свързани с тютюнопушенето. Подобно, правителствената агенция CDC – „Център за контрол и превенция на заболяванията“ в Съединените щати описва употребата на тютюневи изделия, както „единствения най-важен предотвратим риск за човешкото здраве в развитите страни и важен фактор за преждевременната смърт в световен мащаб“.